# 上海南市水厂
上海市自来水市南有限公司南市自来水厂簡稱南市水厂、上海南市水厂，隸屬於上海城投水务集团，是位於中華人民共和國上海市黃浦區的一個自來水廠。厂址位於半淞园路592号，占地4公顷余。

## 背景
清朝光绪元年（1875年），由格罗姆等4人合伙在杨树浦開設一供水公司。這是上海第一家供水企业。清朝光绪6年至9年（1880年至1883年），英商麦克利·沃特等5人在原有设施基础上添置设备，铺设管道，建造水塔，光绪九年六月廿九日（1883年8月1日），英商上海自来水公司舉辦改建後的水廠建成通水儀式，它开始向公共租界、越界筑路区及上海法租界供水。這就是楊樹浦水廠。
清朝光绪二十一年（1895年），法租界公董局在华界董家渡购地欲建水厂，遭清政府反对。光绪二十三年（1897年），上海道台在法总领事要求下，向法方签发执契，法商董家渡水厂於光绪28年（1902年）1月建成。水厂向上海法租界供水。
自来水在租界普及后，华界居民也希望能用上自来水。光绪二十三年（1897年），上海市绅曹骧向政府申请，推举粤商唐荣俊、杨文俊在南市开办自来水公司。经上海道台刘麒样批准後，人們在高昌乡高昌庙附近（即現今半淞园路592号）置地40亩，兴建水厂。

## 歷史
清朝光绪二十八年（1902年），华商上海内地自来水公司建成，同年7月开始向南市供水。由於水廠是中國人自办的水厂，区别于租界外商，所有命名为内地自来水公司。李平書出任水廠經理。1908年，水廠虧損，上海道台決定將内地水廠改為官辦。1915年，内地水厂被中華民國财政部收回。同年10月，内地水厂改名为商办上海内地自来水股份有限公司。中國抗日戰爭爆发后，内地自来水公司停产，法商董家渡水厂则维持經營。中國抗日戰爭結束後內地水廠恢复生产。1954年，内地水厂公私合营。1956年8月，内地自来水公司与法商董家渡水厂合并，水厂更名为南市自来水厂，並成為上海自來水公司的下屬廠。2005年，南市水厂進行全面改造。水厂南部移交给世博土地储备中心用于上海世博会企业馆建设。2008年，改建後的水廠建成通水。
南市水厂是2010年上海世博园区内唯一保留下来的一座水厂。2021年11月，上海首个数字孪生水厂系统在南市水厂上线。2021年12月14日，南市水厂光伏发电示范项目并网投运。